# Cristallisation fractionnée (chimie)
Pour les articles homonymes, voir Cristallisation fractionnée.
En chimie, la cristallisation fractionnée est un procédé chimique de purification par fractionnement reposant sur le fait que dans une solution, deux ou plusieurs solutés ont en général des solubilités différentes dans le même solvant et vont donc cristalliser à des températures différentes.
En pratique on utilise le fait que la solubilité est souvent croissante en fonction de la température. On chauffe une solution du mélange à séparer et on refroidit lentement pour laisser à chaque composant du mélange le temps de précipiter.